# Buckhead

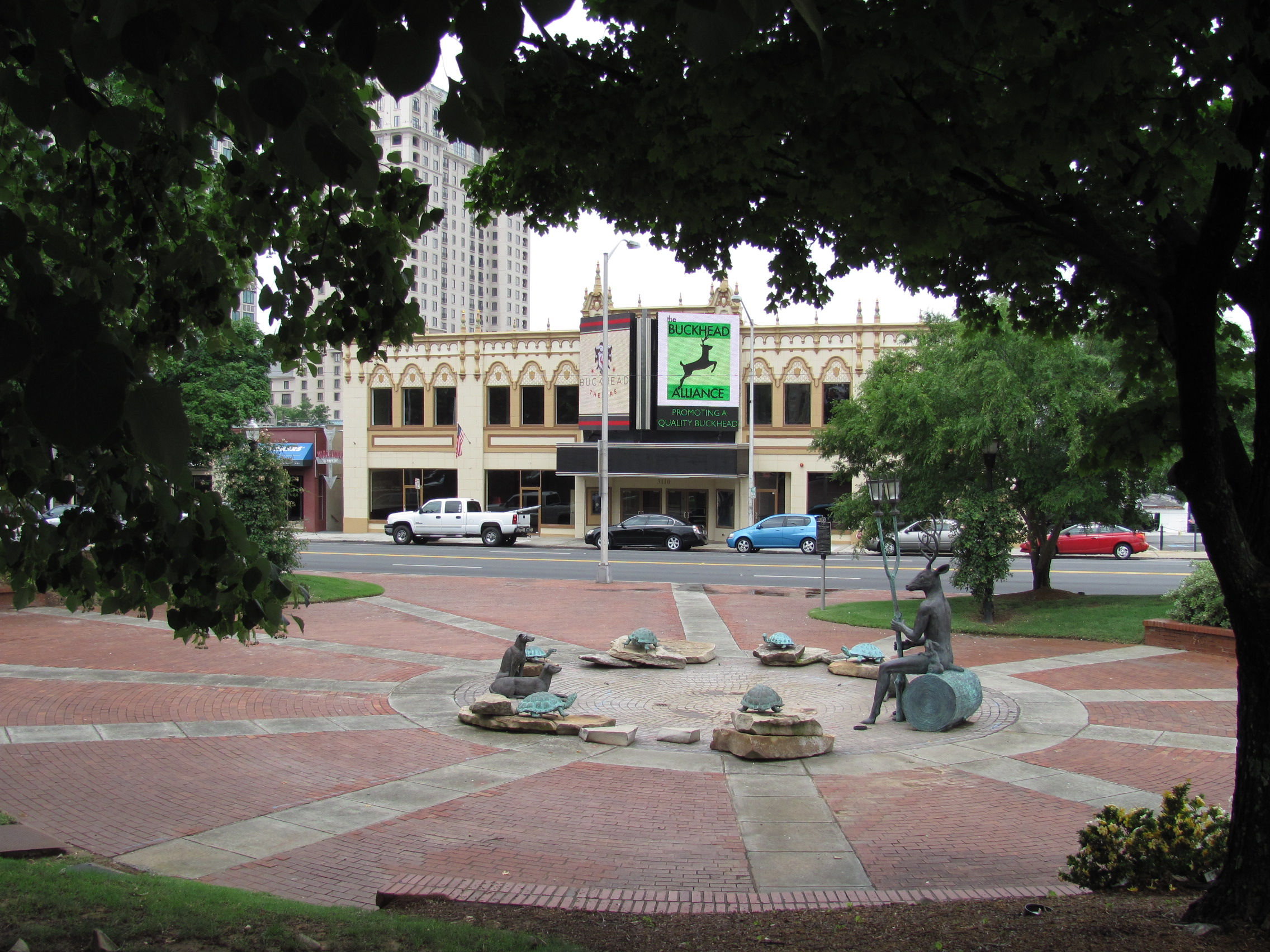
Buckhead Triangle, Buckhead, Atlanta

Buckhead este cartierul comercial și rezidențial al orașului Atlanta, Georgia, cuprinzând aproximativ cea mai nordică cincime a orașului. Buckhead este al treilea cartier de afaceri ca mărime din limitele orașului Atlanta, după Downtown și Midtown, un important centru comercial și financiar din Sud-Estul Statelor Unite ale Americii. Buckhead reprezintă aproximativ 45% din valoarea proprietăților din Atlanta.
Buckhead este ancorat de un nucleu de clădiri de birouri înalte, hoteluri, centre comerciale, restaurante și condominii centrate în jurul intersecției dintre Peachtree Road și Piedmont Road, lângă Georgia State Route 400, stația feroviară Buckhead MARTA și Lenox Square. 
La 27 februarie 2023, o comisie condusă de republicani din Senatul statului Georgia a votat pentru a susține o măsură care să decidă dacă comunitatea din Buckhead se poate separa de oraș.